# Lela (Holpilat)
Lela ist ein Ort und Aldeia im osttimoresischen Suco Holpilat (Verwaltungsamt Maucatar, Gemeinde Cova Lima).

## Geographie und Einwohner
Lela liegt im Nordwesten Holpilats, südlich des Flusses Lotula, eines Quellflusses des Raiketans, nahe der Grenze zu Indonesien. Nordwestlicher Nachbarort ist Ager. Lela liegt auf einer Meereshöhe von 599 m. Zur Aldeia Lela gehörig wurden bei der Volkszählung 54 Personen erfasst.

## Geschichte
Lela war Teil des Reiches von Maucatar, das in der Kolonialzeit zunächst unter niederländischer Kontrolle stand. 1916 kam Maucatar aber im Rahmen eines Gebietstauschs an Portugal und wurde Teil der Kolonie Portugiesisch-Timor.
Im Vorfeld der offenen Invasion versuchte Indonesien bereits im Oktober 1975 die Grenzgebiete zu besetzen. Ein Angriff auf Lela Mitte des Monats scheiterte aber aufgrund der Gegenwehr der FRETILIN. 20 Osttimoresen unter Führung von Albino do Carmo verteidigten den Ort in einem Gefecht mit Mörsern und Maschinengewehren gegen etwa 100 Angreifer der indonesischen Streitkräfte. Im vorangegangenen Bürgerkrieg im August unterlagen União Democrática Timorense (UDT) und Associação Popular Democrática Timorense (APODETI) den Kämpfern der FRETILIN. Am 20. November flohen daher, aus Angst vor Repressalien 650 Anhänger der UDT aus Lela über die Grenze nach Indonesien, darunter Rui Emiliano Teixeira Lopes. Ein Teil siedelte sich in Westtimor an und ist dort Teil der Minderheit der Bunak. Erst um das Neujahr 1978 herum wurde die Region von den Indonesiern eingenommen.